# Вздутие живота

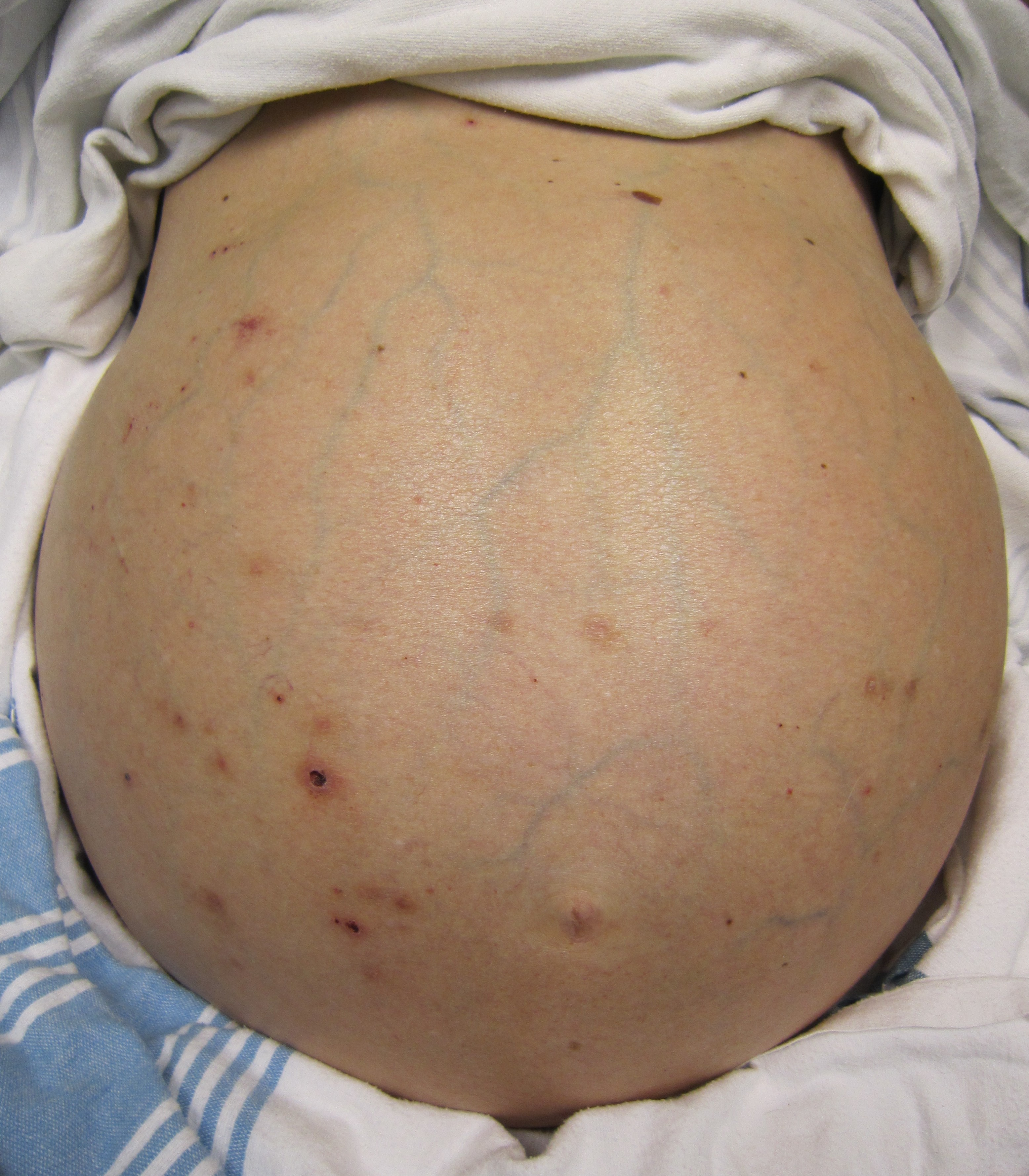
Вздутие живота

Вздутие живота  — субъективное ощущение газообразования, скопившегося газа или ощущение давления или растяжения. Не следует путать с метеоризмом, так как флатуленция может проявляться и без упомянутых симптомов, а метеоризм не обязательно сопровождается вздутием живота.
Распространенность вздутия живота значительна: от 16 % до 31 % в общей популяции и достигает 66-90 % у пациентов с синдромом раздраженного кишечника.

## Причины
Большинство пациентов считают, что их симптомы связаны с повышенным количеством «газа» в желудочно-кишечном тракте (ЖКТ), хотя это объясняет симптомы лишь у меньшинства пациентов.

### Органическая/патологическая этиология
- Избыточный бактериальный рост в тонкой кишке[1][2]
- Непереносимость лактозы, фруктозы и других углеводов[1][3]
- Целиакия[1]
- Недостаточность поджелудочной железы
- Предшествующая гастроэзофагеальная хирургия (например, фундопликация, бариатрическая хирургия)[1]
- Обструкция желудочного выхода[1]
- Гастропарез[1]
- Асцит[1]
- Желудочно-кишечные или гинекологические злокачественные новообразования[1]
- Гипотиреоз[1]
- Тучность[1]
- Дивертикулез тонкой кишки[1]
- Хроническая кишечная псевдонепроходимость[1]

### Нарушения взаимодействия кишечника и мозга
- Синдром раздраженного кишечника[1][4]
- Хронические идиопатические запоры[1]
- Дисфункция тазового дна[1]
- Функциональная диспепсия[1]
- Функциональное вздутие живота[1]

## Диагностика
- Дыхательные тесты[1][2][3]
- Серология целиакии[1]
- Гастроскопия[1]
- Абдоминальная визуализация[1]
- Желудочно-кишечная функция[1]
- Тестирование аноректальной функции[1]

## Лечение
- Диета[1]
- Пробиотики[1]
- Антибиотики[1][2]
- Спазмолитики[1]
- Секретагоги[1]
- Прокинетические агенты[1]
- Нейромодуляторы[1]
- Биологическая обратная связь[1]
- Гипнотерапия[1]